# Bitpanda
La Bitpanda GmbH est un prestataire de services financiers autrichien dont le siège est à Vienne. Grâce à son site web et à son application mobile, Bitpanda offre une plateforme de trading permettant le commerce de cryptomonnaies, de matières premières, de titres et d'FNB. L'entreprise a été la première start-up autrichienne à atteindre le statut de licorne,.
Le chiffre d'affaires s'élevait à 90 millions d'euros en 2022, et a augmenté à 147,6 millions d'euros l'année suivante.

## Histoire

### Fondation et orientation
La Bitpanda GmbH a été fondée le 12 septembre 2014 par Eric Demuth, Paul Klanschek et Christian Trummer,. À ses débuts, l'entreprise opérait sous le nom de Coinimal GmbH, tandis que la plateforme de trading de cryptomonnaies était toujours connue sous le nom de Bitpanda. À partir de 2017, il était possible d'acheter des bons pour des Bitcoins dans plus de 1800 points de vente de la Poste autrichienne, bons qui pouvaient être échangés via la plateforme Bitpanda,. Au cours de l'exercice 2017, 15 employés ont réalisé un bénéfice de 11,16 millions d'euros et ont traité des transactions en cryptomonnaies pour un montant de 600 millions d'euros. En 2018, l'entreprise a été renommée Bitpanda GmbH.

### Diversification des services
À l'été 2019, la Bitpanda GmbH a lancé un jeton appelé Best, offrant aux clients une réduction sur les frais de transaction lors des paiements. La même année, l'entreprise a commencé à intégrer le commerce des métaux précieux sur sa plateforme en plus des actifs cryptographiques. En avril 2021, Bitpanda a obtenu une licence pour le commerce de valeurs mobilières, permettant ainsi l'investissement dans des fractions d'actions et des FNBs,. De plus, Bitpanda a introduit une carte de débit en collaboration avec Visa, ainsi que les services de payement mobile, permettant aux utilisateurs de payer avec des cryptomonnaies, des métaux précieux et de l'argent fiat dans la vie quotidienne.
En 2020, l'entreprise a lancé une levée de fonds et a généré 45 millions d'euros de capital auprès de Valar Ventures, dirigé par Peter Thiel, et Speedinvest. Six mois après cette première levée de fonds, Bitpanda a levé un total de 143 millions d'euros lors d'une deuxième ronde de financement, portant la valorisation de l'entreprise à 1,2 milliard de dollars US en mars 2021. Les principaux investisseurs de cette ronde étaient Valar Ventures et des partenaires de DST Global. Cela a fait de l'entreprise la première start-up autrichienne à atteindre le statut de licorne. La troisième levée de fonds a permis de lever 223,5 millions d'euros supplémentaires, portant la valorisation de l'entreprise à 3,5 milliards d'euros,. Cette dernière ronde de financement a vu la participation de Valar Ventures, Alan Howard et Redo Ventures, ainsi que des investisseurs existants LeadBlock Partners et Jump Capital.

### Réductions, licences et expansion
À l'été 2022, la Bitpanda GmbH a réduit ses effectifs d'environ 270 employés en raison d'une croissance trop rapide avec de nombreuses nouvelles embauches et d'une baisse de 70 % du cours du Bitcoin,. À la fin de l'année, la Bitpanda GmbH a obtenu une licence de l'Autorité fédérale de supervision financière (BaFin), permettant non seulement la garde des cryptomonnaies mais aussi le trading pour compte propre.
Depuis 2023, la Bitpanda GmbH exploite une succursale au Royaume-Uni et a entamé une collaboration avec Coinbase pour fournir une infrastructure de trading régulée aux clients institutionnels. En outre, l'entreprise a investi 9,2 millions d'euros dans le domaine de l'intelligence artificielle, avec pour objectif d'offrir un gestionnaire de patrimoine basé sur l'IA. Grâce à une coopération avec la banque N26, la plateforme de trading de cryptomonnaies de Bitpanda a été intégrée à l'application N26, permettant aux clients de la banque de négocier plus de 200 cryptomonnaies via l'application. En avril 2023, Bitpanda a commencé une collaboration avec la Raiffeisenbank Niederösterreich-Wien, permettant aux clients de cette banque d'utiliser les services de trading de cryptomonnaies de Bitpanda via la plateforme de la Raiffeisenbank.
Depuis 2023, la Deutsche Bank agit en tant que banque principale européenne pour les services multidevises de Bitpanda en Autriche et en Espagne. En avril 2024, Bitpanda a annoncé une collaboration avec la Landesbank Baden-Württemberg (LLBW) pour permettre aux clients entreprises de la LBBW de garder et d'acquérir des actifs cryptographiques. Début juin, Bitpanda a étendu sa coopération avec la Deutsche Bank pour offrir à ses clients des paiements en temps réel pour les transactions entrantes et sortantes. Grâce à ce partenariat, Bitpanda peut utiliser des IBANs allemands pour améliorer l'efficacité et la sécurité des transferts d'argent lors de la conversion de cryptomonnaies en monnaie fiduciaire et vice versa,.

## Structure de l'entreprise

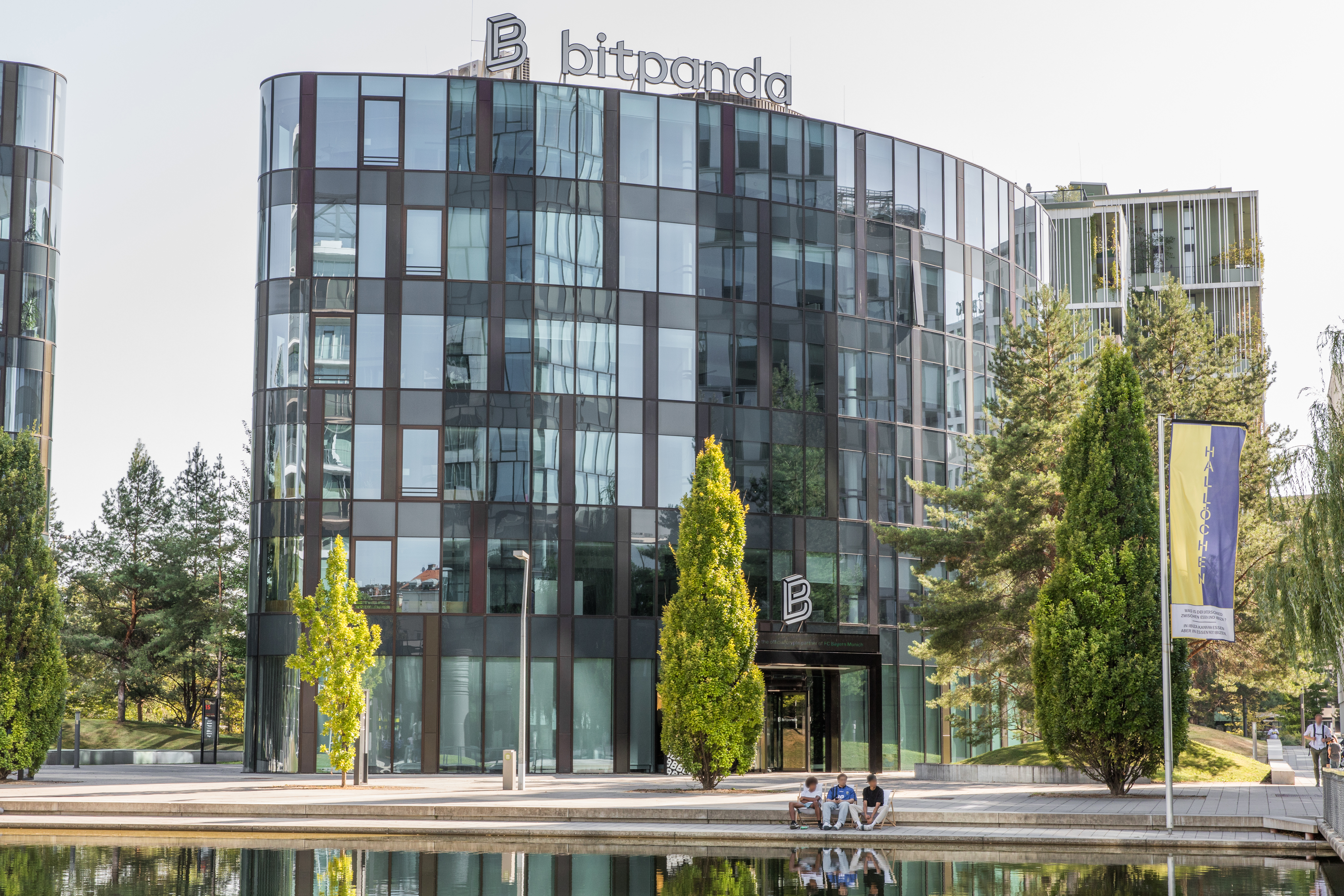
Le siège de Bitpanda à Vienne

Depuis 2022, la société mère de Bitpanda GmbH est la société suisse Bitpanda Group AG.
Outre les directeurs généraux, l'entreprise dispose d'un conseil de surveillance composé de trois membres. Bitpanda GmbH possède des participations et des filiales à Vienne, Berlin, Milan, Cracovie, Bucarest, Amsterdam, Madrid, Barcelone, Paris,Dublin et Londres.
Au cours de l'exercice 2023, 730 employés ont généré un chiffre d'affaires de 147,6 millions d'euros,. La moitié des employés de l'entreprise sont des programmeurs, tandis que les autres travaillent dans des domaines tels que le service, la gestion des grands comptes et les ressources humaines. Jusqu'en mai 2024, Bitpanda GmbH comptait plus de 4,5 millions de clients, dont 25 % venaient d'Allemagne.
La filiale Bitpanda Technology Solutions fournit aux institutions financières l'infrastructure développée par Bitpanda pour le trading de cryptomonnaies. Parmi ses clients figurent les banques allemandes N26, Mambu, la Landesbank Baden-Württemberg, l'Autrichien Raiffeisenlandesbank Niederösterreich-Wien,, l'Australien Plum, et le Français Lydia,.

## Produits et services
Grâce à des licences réglementaires étendues, Bitpanda GmbH est autorisée à négocier et à conserver des cryptomonnaies pour ses clients. Ces licences couvrent l'ensemble de l'Espace économique européen.
Via la plateforme de trading électronique Bitpanda, l'entreprise permet le commerce de plus de 390 cryptomonnaies différentes sur son site web et son application mobile, y compris Bitcoin, Ethereum, Tether et Solana. En plus du trading de cryptomonnaies, Bitpanda propose à ses clients des investissements dans des indices cryptographiques. Avec le produit Leverage, les utilisateurs peuvent effectuer du trading à court terme sur le marché des cryptomonnaies. De plus, l'entreprise offre le commerce de métaux précieux comme l'or et l'argent, ainsi que des actions et des FNB,. Bitpanda propose une carte de débit en collaboration avec Visa, permettant aux clients d'effectuer des paiements avec des cryptomonnaies, des métaux précieux et des devises fiat.
En outre, l'entreprise gère une Bitpanda Academy pour sensibiliser le public aux produits et services financiers.

## Sponsoring
En 2021, Bitpanda a commencé à sponsoriser des événements sportifs internationaux en devenant partenaire mondial officiel de la Coupe Davis de tennis. Au début de l'année 2022, l'entreprise a conclu un partenariat avec la Fédération italienne de rugby à XV, faisant de Bitpanda le principal sponsor et sponsor des maillots de l'Équipe d'Italie de rugby à XV. De plus, Bitpanda GmbH est devenu un sponsor premium de la World Padel Tour, un sport dérivé du tennis.
Depuis janvier 2024, Bitpanda est partenaire stratégique en tant que partenaire crypto du FC Bayern Munich.

## Récompenses
- 2019 : Entrepreneur Of The Year Award, décerné par EY[42]
- 2021 : Promoting-the-Best-Awards dans la catégorie Meilleur département juridique, décerné par la plateforme de numérisation autrichienne Future Law en coopération avec l'Association autrichienne des juristes d'entreprise (VUJ)[43]